# 聖馬利諾里拉
聖馬利諾里拉（義大利語：lira sanmarinese）是1860年代至2002年期間聖馬利諾的流通貨幣，和義大利里拉等值。義大利里拉的硬幣和紙幣和教廷的硬幣在聖馬利諾也有法律效力。聖馬利諾里拉的硬幣在義大利和教廷也擁有法律效力。2002年開始，聖馬利諾改用歐元作為法定貨幣。